# 阴行草
阴行草为列当科阴行草属下的一个种。其干燥全草可入药，称为北刘寄奴。《新修本草》称之为漏芦、荚蒿。

## 扩展阅读
[在维基数据编辑]
 《植物名實圖考·陰行草》，出自吳其濬《植物名實圖考》
- 图片